# 納爾勒賈
納爾勒賈是土耳其的城鎮，位於該國南部，距離安條克5公里，由哈塔伊省負責管轄，毗鄰與敘利亞接壤的邊境，海拔高度190米，2011年人口14,775。
36°14′N 36°13′E / 36.233°N 36.217°E